# 凯末尔·奥库扬

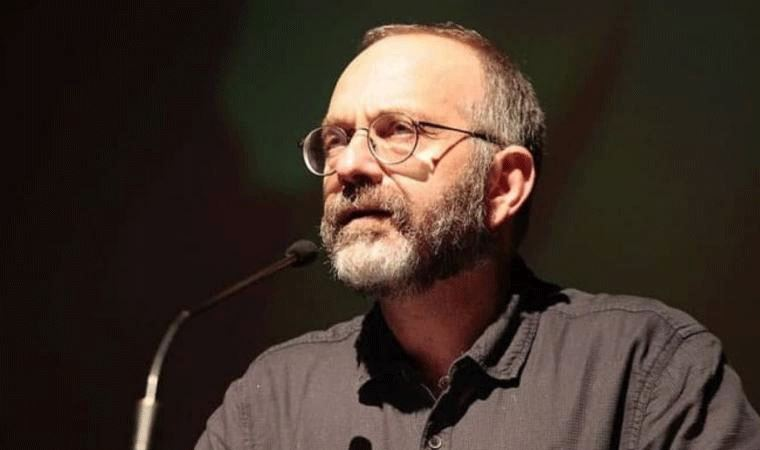
凯末尔·奥库扬

凯末尔·奥库扬（土耳其語：Kemal Okuyan；1962年5月18日—）是土耳其的一位政治人物、作家，现任土耳其共产党总书记。
他的童年和青年时期在伊兹密尔和伊斯坦布尔度过。毕业于博尔诺瓦安纳托利亚高级中学和海峡大学政治科学系。
他在土耳其工人党开始他的政治活动。后来，由于批评土耳其工人党基于民族民主革命的政治，他加入围绕刊物《社会主义力量》形成的一个分裂团体，并成为该杂志的首批撰稿人之一。1980年土耳其政变后，这个团体停止活动。1986年，他与他的同志们创办刊物《传统》，并围绕该刊物形成了一个传统共产党的核心。
在1990年代初，奥库扬和他的同志们创建社会主义土耳其党。1993年，社会主义土耳其党被土耳其宪法法院取缔；同年，他们创建社会主义力量党。在2001年代表大会举行后，社会主义力量党改名为土耳其共产党，他任该党总书记。在2014年土耳其共产党分裂后，他辞去总书记职务，并与艾登米尔·居勒尔创建共产党。2017年土耳其共产党重建后，奥库扬被选为该党中央委员会总书记。